# Elitloppet 1993
Elitloppet 1993 var den 42:a upplagan av Elitloppet, som gick av stapeln söndagen den 30 maj 1993 på Solvalla i Stockholm. Finalen vanns av den tysktränade hästen Sea Cove, körd av Joseph Verbeeck och tränad av Harald Grendel.
1993 års upplaga av Elitloppet saknade några av de största dragplåstren, bland annat Prix d'Amérique-vinnaren Queen L. och fjolårets Elitloppsvinnare Billyjojimbob.

## Upplägg och genomförande
Elitloppet är ett inbjudningslopp och varje år bjuds 16 hästar som utmärkt sig in till Elitloppet. Hästarna lottas in i två kvalheat, och de fyra bästa i varje försök går vidare till finalen som sker 2–3 timmar senare samma dag. Desto bättre placering i kvalheatet, desto tidigare får hästens tränare välja startspår inför finalen. Samtliga tre lopp travas sedan 1965 över sprinterdistansen 1 609 meter (engelska milen) med autostart (bilstart). I Elitloppet 1993 var förstapris i finalen 1 150 000 kronor, och 150 000 kronor i respektive kvalheat.

## Kvalheat 1
| P | S | Häst               | Kusk               | Tränare            | Land     | Odds  | Tid      |
| - | - | ------------------ | ------------------ | ------------------ | -------- | ----- | -------- |
| 1 | 5 | Crown's Invitation | Pietro Gubbelini   | Jerry Riordan      | Italien  | 14,95 | 1.12,0   |
| 2 | 6 | Nordin Hanover     | Olle Goop          | Olle Goop          | Sverige  | 3,60  | 1.12,2   |
| 3 | 2 | Giant Force        | Ron Pierce         | Per K. Eriksson    | USA      | 21,10 | 1.12,3   |
| 4 | 3 | Park Avenue Kathy  | Göran E. Johansson | Göran E. Johansson | Sverige  | 3,70  | 1.12,3   |
| 0 | 4 | Embassy Lobell     | Wilhelm Paal       | Wilhelm Paal       | Tyskland | 3,80  | 1.13,8   |
| 0 | 1 | Anders Crown       | Stig H. Johansson  | Stig H. Johansson  | Sverige  | 4,50  | 1.13,8   |
| 0 | 8 | Houston Laukko     | Jorma Kontio       | Pekka Yli-Houhala  | Finland  | 56,40 | 1.15,8ag |
| d | 2 | Armbro Keepsake    | William O'Donnell  | Chuck Sylvester    | USA      | 10,50 | dg7      |

## Kvalheat 2
| P | S | Häst           | Kusk              | Tränare           | Land      | Odds  | Tid      |
| - | - | -------------- | ----------------- | ----------------- | --------- | ----- | -------- |
| 1 | 5 | Sea Cove       | Joseph Verbeeck   | Harald Grendel    | Tyskland  | 3,39  | 1.12,1   |
| 2 | 2 | Meadow Prophet | Lars Gustafsson   | Lars Gustafsson   | Sverige   | 2,70  | 1,12,2   |
| 3 | 1 | Kosar          | Stig H. Johansson | Stig H. Johansson | Sverige   | 4,40  | 1.12,3   |
| 4 | 6 | Imperfection   | Gunnar Eggen      | Ron Gurfein       | USA       | 19,00 | 1.12,4   |
| 0 | 4 | Born Quick     | Tommy Hanné       | Tommy Hanné       | Sverige   | 8,40  | 1.12,5   |
| 0 | 8 | Baltic Striker | Giancarlo Baldi   | Jerry Riordan     | Italien   | 51,80 | 1.12,7   |
| 0 | 7 | Prince Mystic  | Atle Hamre        | Atle Hamre        | Norge     | 7,20  | 1.12,8ag |
| 0 | 3 | Vrai Lutin     | Jean-Pierre Viel  | Jean-Pierre Viel  | Frankrike | 26,60 | 1.13,3   |

## Finalheat
| P | S | Häst               | Kusk               | Tränare            | Land     | Odds  | Tid    |
| - | - | ------------------ | ------------------ | ------------------ | -------- | ----- | ------ |
| 1 | 2 | Sea Cove           | Joseph Verbeeck    | Harald Grendel     | Tyskland | 2,51  | 1.11,9 |
| 2 | 1 | Nordin Hanover     | Olle Goop          | Olle Goop          | Sverige  | 7,40  | 1.12,0 |
| 3 | 8 | Park Avenue Kathy  | Göran E. Johansson | Göran E. Johansson | Sverige  | 68,80 | 1.12,2 |
| 4 | 4 | Meadow Prophet     | Lars Gustafsson    | Lars Gustafsson    | Sverige  | 7,50  | 1,12,3 |
| 5 | 7 | Imperfection       | Gunnar Eggen       | Ron Gurfein        | USA      | 46,50 | 1.12,3 |
| 0 | 5 | Giant Force        | Ron Pierce         | Per K. Eriksson    | USA      | 16,80 | 1.12,5 |
| 0 | 6 | Kosar              | Stig H. Johansson  | Stig H. Johansson  | Sverige  | 4,00  | 1.12,8 |
| d | 3 | Crown's Invitation | Pietro Gubbelini   | Jerry Riordan      | Italien  | 4,10  | d8g    |